# Grote Geheimschrift van Lodewijk XIV
Het Grote Geheimschrift van Lodewijk XIV is de aanduiding voor het cryptografische systeem gebruikt door Lodewijk XIV van Frankrijk. Het werd uitgevonden door de Rossignols en nadat het na de regeringsperiode van Lodewijk XIV buiten gebruik raakt zou het zo'n 170 jaar duren voordat de Franse cryptoanalist Étienne Bazeries het ontcijferde.
Na de ontdekking dat het systeem een homofone substitutie betreft waarbij 587 getallen gebruikt worden voor het vervangen van lettergrepen (in tegenstelling tot het bij homofone substitutie gebruikelijker per letter) ontcijferde men talloze in de Franse archieven achtergebleven berichten. Het meest opmerkelijke hierbij is een mogelijke verwijzing naar de man met het ijzeren masker.